# Panoší Újezd
Panoší Újezd (Duits: Panasch Aujest) is een Tsjechische gemeente in de regio Midden-Bohemen en maakt deel uit van het district Rakovník. Het dorp ligt op 8 km afstand van de stad Rakovník.
Panoší Újezd telt 281 inwoners.

## Etymologie
De naam Panoší werd aan het dorp gegeven door een heer die hier land verwierf. újezd is een afgebakend gebied.

## Geografie
Het dorp ligt in een groeve, die wordt aangevoerd door twee beken: Rychlý en Žaberní. Deze komen bij het dorpsplein samen en stromen daar verder als de Tyterský. Het landschap rondom het dorp wordt gedomineerd door de Hůrka, een heuvel op 490,5 m boven zeeniveau. Bovenaan de heuvel bevindt zich de gemeentelijke vuilnisbelt, maar ook een monumentale boom.

## Geschiedenis
De eerste schriftelijke vermelding van het dorp dateert van 1352, maar de naam van het dorp is mogelijk ouder is. Panoší Újezd bloeide vooral tijdens het bewind van Luxemburg. De Maria-Hemelvaartkerk is sinds de 14e eeuw een parochiekerk. In 1718 werd de kerk herbouwd in barokstijl.
Het dorp werd tijdens de Hussietenoorlogen grotendeels verwoest, maar kwam weer tot bloei tijdens de regeerperiode van George van Podiebrad, waardoor het aantal inwoners ook weer toenam. Aan het begin van de 15e en 16e eeuw werd tevens nieuw dorp nabij de plaats van het oude dorp gesticht: Nový Újezd. Ook het oude deel van het dorp werd weer opgebouwd onder de oorspronkelijke naam. In 1937 fuseerden beide dorpen en werd de naam Panoší Újezd de nieuwe naam van het fusiedorp.
Het dorp lag langs een belangrijke handelsroute van Pilsen naar Praag. Ook was er nabij het dorp een kruising met de handelsroute naar Louny. Er werden barokke kapellen langs de route gebouwd, waarvan er uiteindelijk een bewaard bleef in een veld nabij bij het dorp. In de jaren 70 van de 20e eeuw werd de laatst overgebleven kapel afgebroken. In 1792 werd een dorpssmederij gebouwd en twaalf jaar later een hoeve. Ook was er een steenbakkerij in Panoší Újezd, omdat de plaatselijke rode klei geschikt bleek voor het maken van bakstenen. De steenbakkerij bestaat echter niet meer.
Tijdens de Eerste Tsjecho-Slowaakse Republiek werd in het dorp een sokolzaal met bioscoopzaal gebouwd. In 1931 werd het dorp aangesloten op het elektriciteitsnetwerk. De moderne dorpskroniek wordt sinds 1923 bijgehouden.
Sinds 2003 is Panoší Újezd een zelfstandige gemeente binnen het Rakovníkdistrict.

## Voorzieningen en bezienswaardigheden
- Ten westen van het dorp is een privévliegveld met hangar;
- Rond Bambásek liggen oude, geplaveide handelswegen uit het einde van de 17e en het begin van de 18e eeuw.

## Verkeer en vervoer

### Autowegen
Panoší Újezd ligt aan weg II/233, die Panoší Újezd met Rakovník, Slabce, Radnice en Pilsen verbindt.

### Spoorlijnen
Er is geen station in Panoší Újezd. Het dichtstbijzijnde station is Lubná, op 5 km afstand van het dorp. Station Lubná ligt aan spoorlijn 162 Rakovník - Kralovice.

### Buslijnen
Panoší Újezd wordt bediend door de volgende buslijnen:
- 575 Rakovník - Slabce - Kostelík - Zvíkovec (7 keer per werkdag);
- 576 Rakovník - Slabce - Skryje (8 keer per werkdag; 7 keer per weekenddag).

Alle buslijnen worden geëxploiteerd door Transdev Střední Čechy.

## Galerij

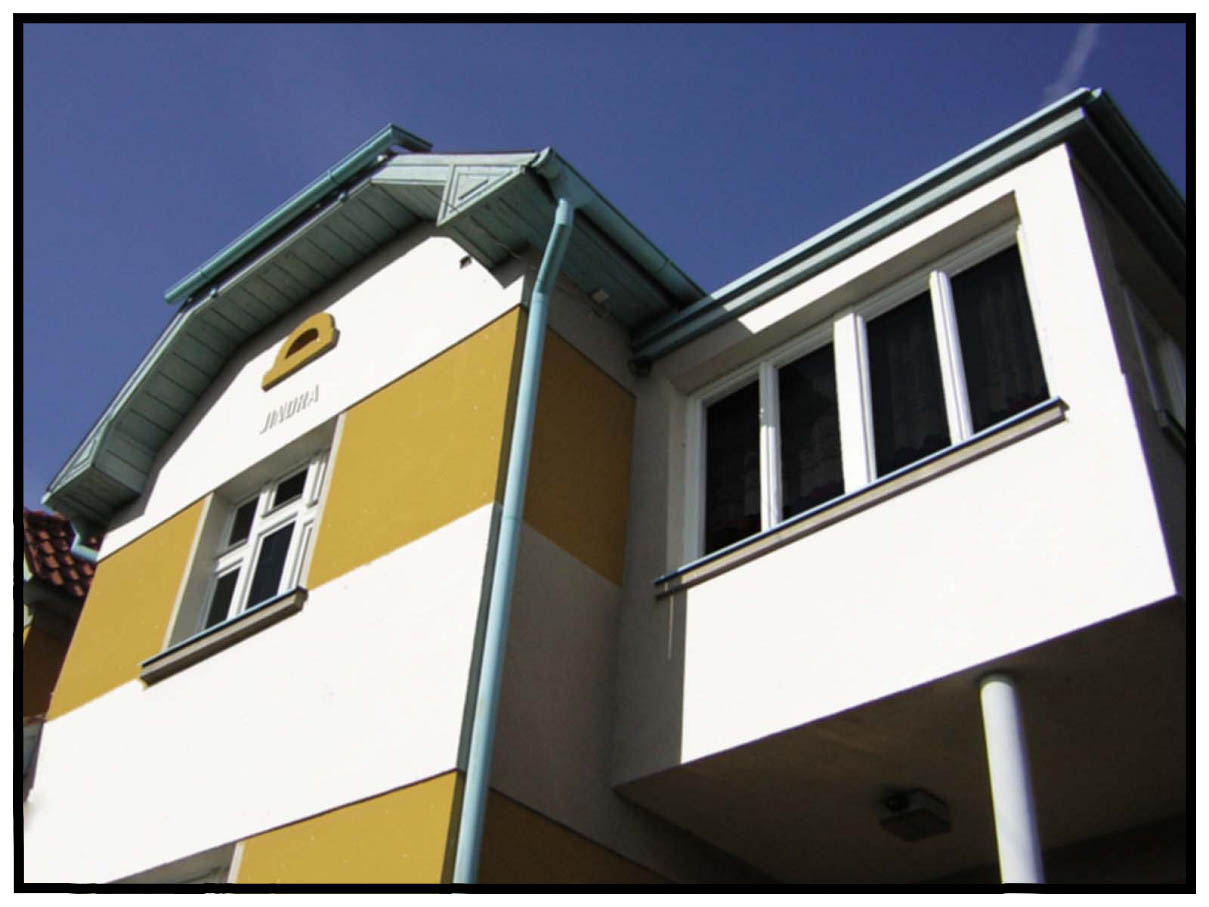
Villa Jindra
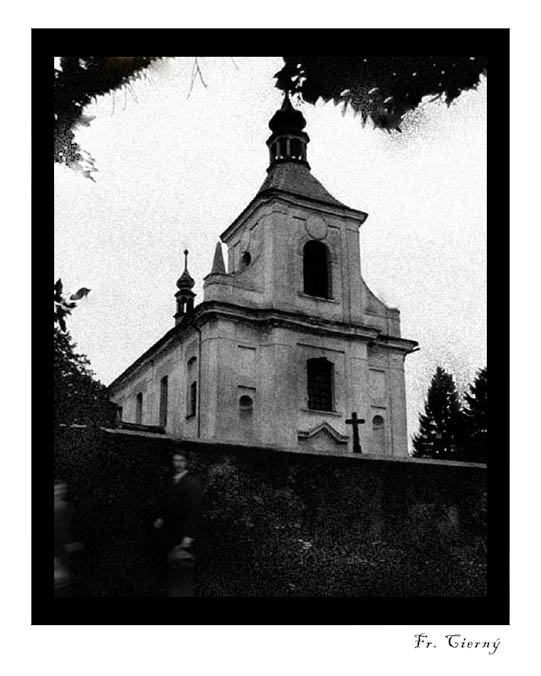
Maria-Hemelvaartkerk (oude foto)